# Дубове листя

Відзнака США

Дубове листя — один із національних символів Німеччини.
Дуб у Німеччині здавна вважають «німецьким» деревом. Його тверда деревина та характерне листя вже з часів германців стали символами безсмертя і стійкості. У новий час, особливо з доби романтизму, дуб став символом вірності.
Розширення ордена «Pour le Mérite» і Лицарський хрест Залізного хреста були прикрашені дубовими листами.
На кашкеті Національної народної армії кокарда була обрамлена вінком з дубового листя.
Після створення Німецької імперії у 1871 на пам'ятниках, державній символіці, орденах і монетах дубове листя замінив лавровий лист.

## Дубове листя в США
Нині у США дубове листя є одною із військових нагород. Існують два різновиди нагороди: бронзова та срібна. Вони виконуються у двох розмірах 1,03 см та 0,79 см. Дизайн для обох розмірів однаковий.